# Bukovžlak
Bukovžlak – wieś w Słowenii, w gminie miejskiej Celje. W 2018 roku liczyła 393 mieszkańców. 